# Veronica chionantha
Veronica chionantha är en grobladsväxtart som beskrevs av Joseph Friedrich Nicolaus Bornmüller. Veronica chionantha ingår i släktet veronikor, och familjen grobladsväxter. Inga underarter finns listade i Catalogue of Life.